# Lemofleídeos
Lemofleídeos (Laemophloeidae), é uma família de besouros da superfamília Cucujoidea caracterizada por corpos dorso-ventralmente comprimidos, cabeça e discos pronotais delimitados por cristas ou sulcos e genitália masculina invertida. A faixa de tamanho dos adultos é 1–5 millimetres (0,039–0,197 in) de comprimento. Atualmente, contém 40 gêneros e cerca de 450 espécies,  e está representado em todos os continentes, exceto na Antártida; a riqueza de espécies é maior nos trópicos.

## Habitat e comportamento
A maioria dos laemophloeids, adultos e larvas, são encontrados sob a casca de árvores mortas, onde aparentemente são principalmente fungívoros,  embora alguns gêneros com adultos tendo corpos subcilíndricos (por exemplo, Leptophloeus, Dysmerus ) ocorram nas galerias de besouros da casca ( Curculionidae : Scolytinae), dos quais podem se alimentar.  Alguns gêneros, mas mais particularmente Cryptolestes, contêm algumas espécies que são pragas de produtos de grãos armazenados. Os mais importantes deles são Cryptolestes ferrugineus (Stephens), Cryptolestes pusillus (Schönherr) e Cryptolestes turcicus (Grouvelle). 

## Características
Vários géneros exibem modificações incomuns nas antenas masculinas (especialmente Cryptolestes, Dysmerus e Microbrontes ), com o escapo expandido em estruturas semelhantes a ganchos ou lâminas.   Vários outros géneros ( Rhinomalus, Rhinophloeus e Metaxyphloeus ) relacionados a Laemophloeus são atípicos, pois os adultos são rostrados em vários graus.  Fotografias da maioria dos gêneros existentes mundialmente estão disponíveis no site da Coleção de Artrópodes do Estado da Flórida,  com a maioria das espécies norte-americanas retratadas. 

### Gêneros
- Acompsophloeus Thomas, 2010
- Blubos Lefkovitch, 1962
- Brontolaemus Sharp, 1885
- Carinophloeus Lefkovitch, 1961
- Caulonomus Wollaston, 1862
- Charaphloeus Casey, 1916
- Cryptolestes Ganglbauer, 1899
- Cucujinus Arrow, 1920
- Deinophloeus Sharp, 1899
- Dysmerus Casey, 1884
- Gannes Lefkovitch, 1962
- Heterojinus Sengupta & Mukhopadhyay, 1978
- Laemophloeus Laporte de Castelnau, 1840
- Lathropus Erichson, 1845
- Lepidophloeus Thomas, 1984
- Leptophloeus Casey, 1916
- Magnoleptus Lefkovitch, 1962
- Mariolaemus Lefkovitch, 1962
- Mestolaemus Lefkovitch, 1962
- Metaxyphloeus Thomas, 1984
- Microbrontes Reitter, 1874
- Microlaemus Lefkovich, 1962
- Narthecius J.LeConte, 1861
- Nipponophloeus Sasaji, 1983
- Notolaemus Lefkovitch, 1959
- Odontophloeus Thomas, 1984
- Parandrita J.LeConte & Horn, 1880
- Paraphloeolaemus Thomas, 2018
- Passandrophloeus Kessel, 1921
- Phloeipsius Casey, 1916
- Phloeolaemus Casey, 1916
- Placonotus MacLeay, 1871
- Planolestes Lefkovitch, 1958
- Pseudophloeus Yablokov-Khnzoryan, 1977
- Rhabdophloeus Sharp, 1899
- Rhinolaemus Steel, 1954
- Rhinomalus Gemm, 1870
- Rhinophloeus Sharp, 1899
- Sinuatophloeus Kessel, 1921
- Xylolestes Lefkovitch, 1962
- Xylophloeus Lefkovitch, 1962

## Galeria

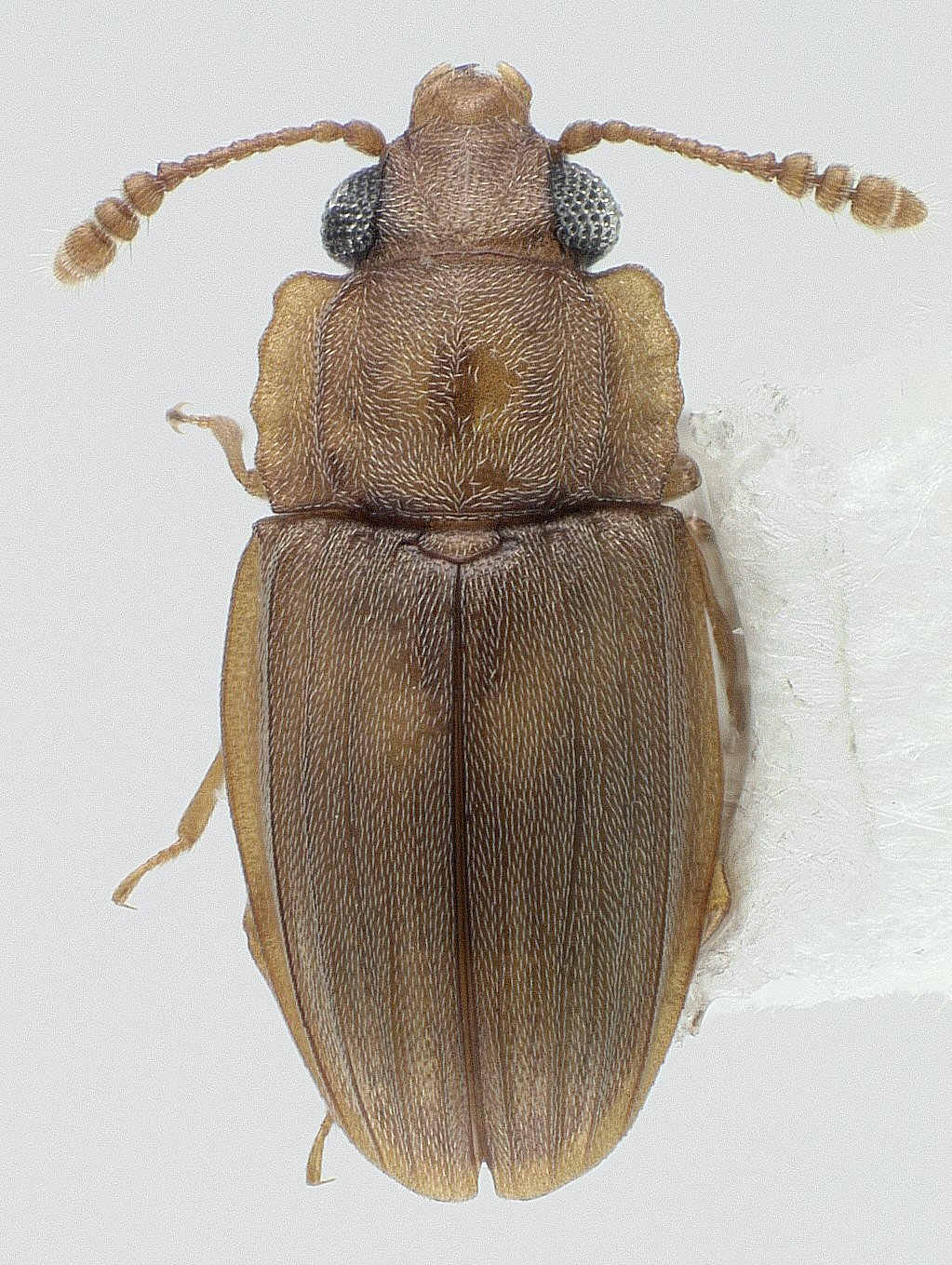
Odontophloeus sp.
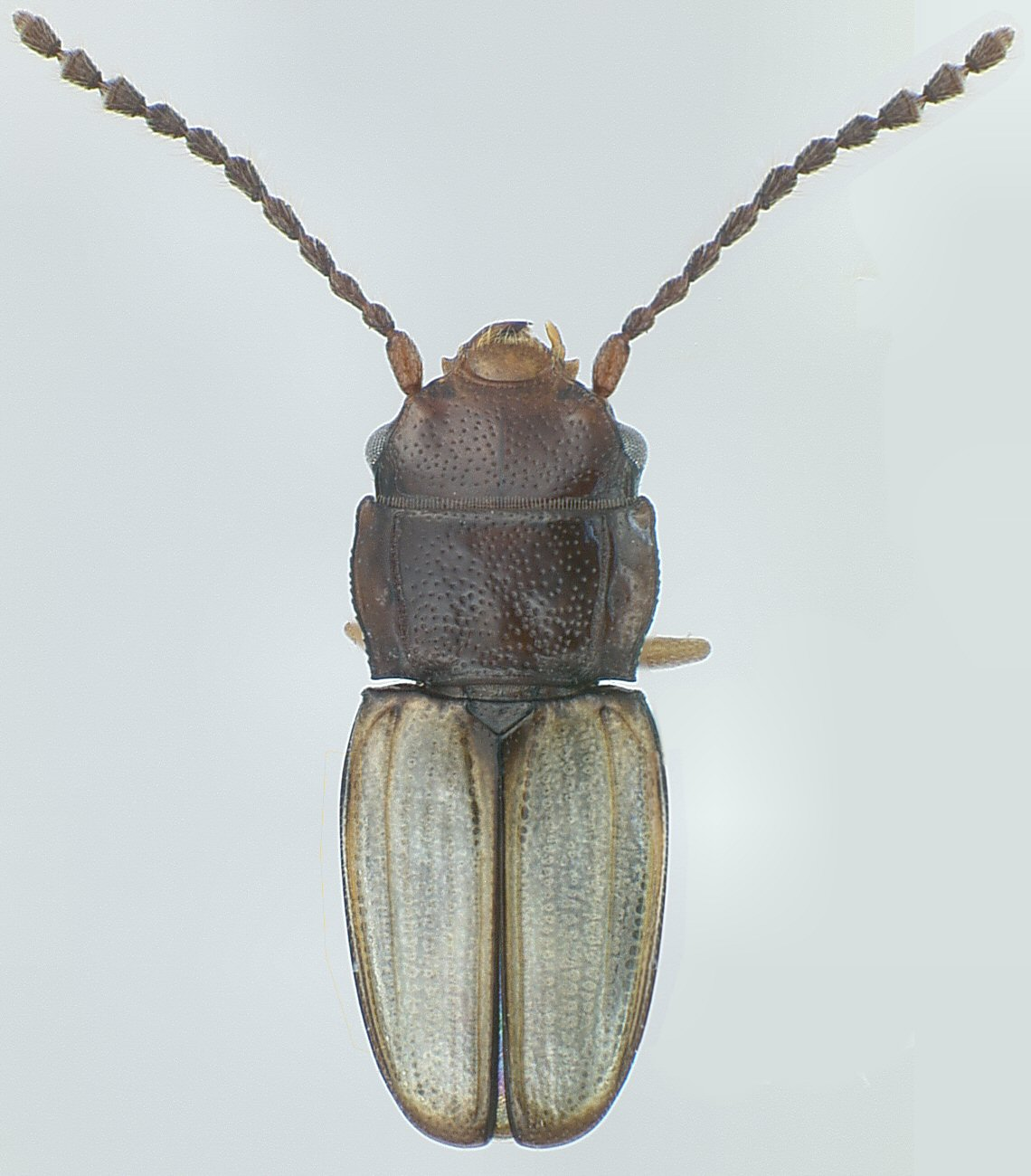
Hoplitas Phloeolaemus .
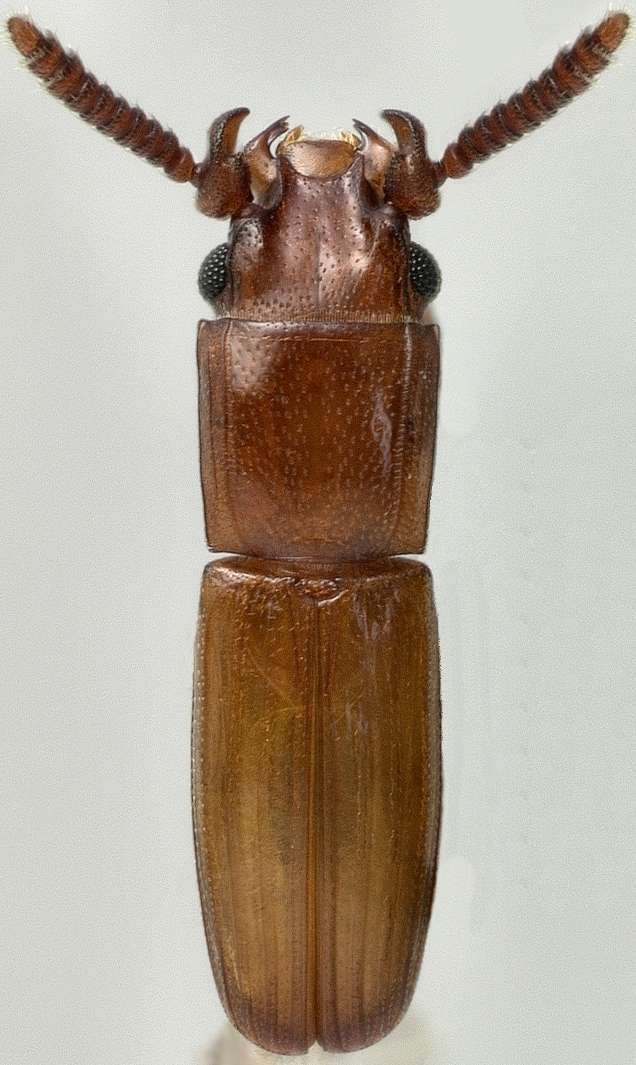
Dismerus sífilo .
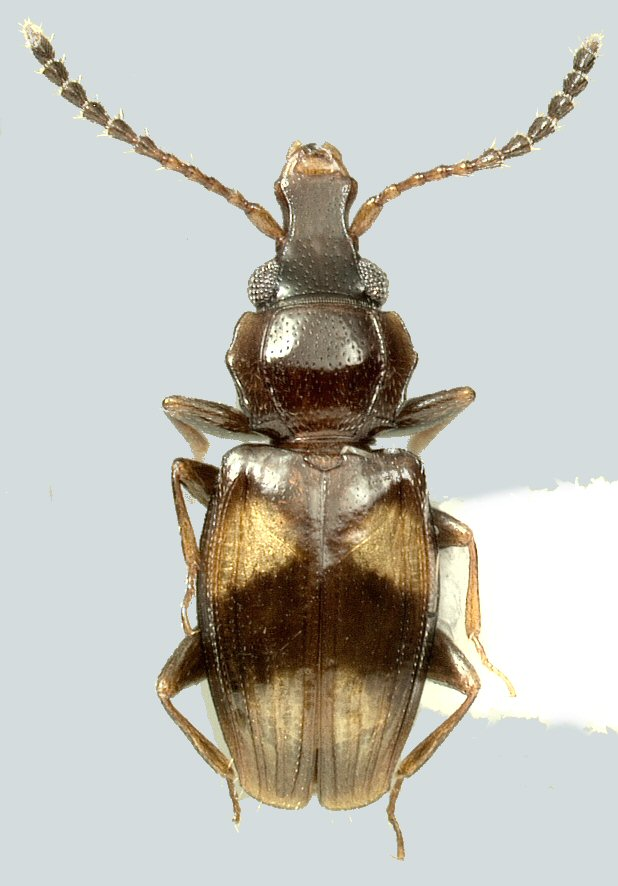
Metaxyphloeus germaini .
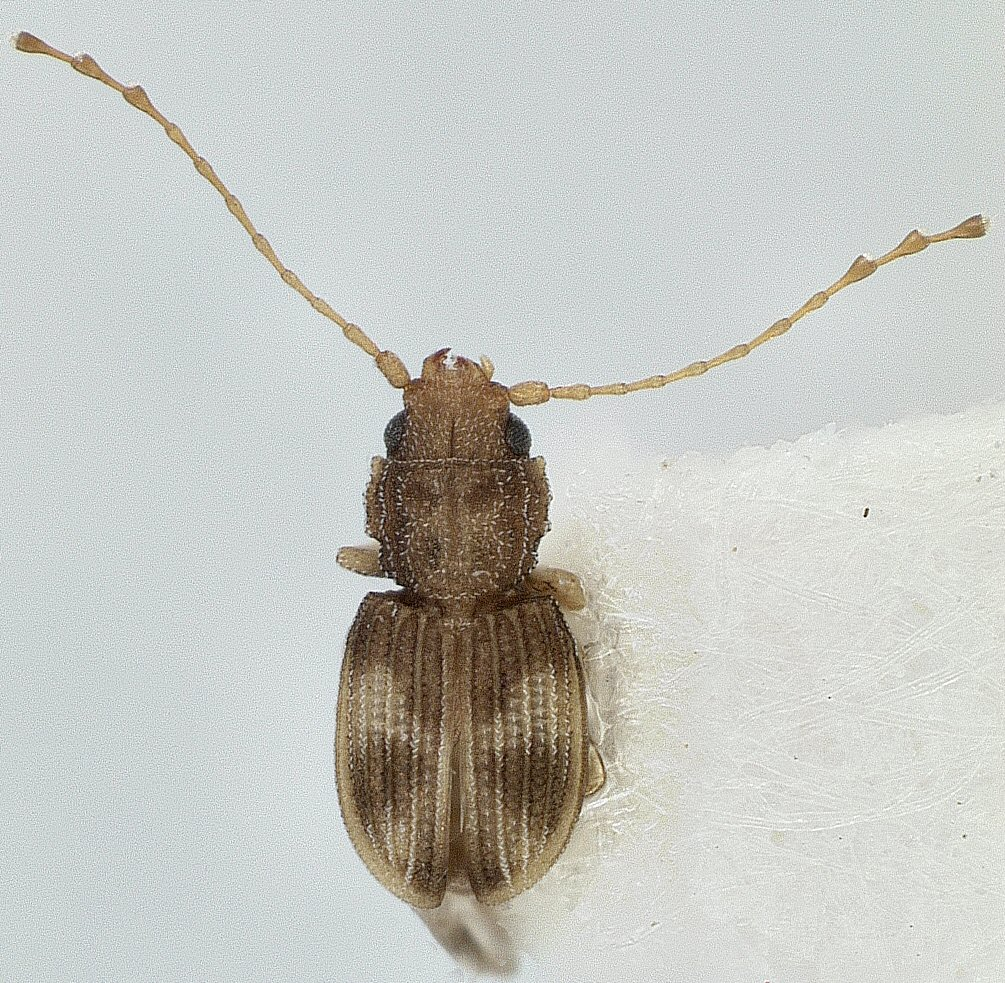
Lepidophloeus exquisitus .